# La roccia di fuoco
La roccia di fuoco (New Mexico) è un film del 1951 diretto da Irving Reis.
È un film western statunitense con Lew Ayres, Marilyn Maxwell e Robert Hutton.

## Produzione
Il film, diretto da Irving Reis su una sceneggiatura di Max Trell, fu prodotto da Irving Allen e Joseph Justman per la Irving Allen Productions e girato a Albuquerque, Gallup e Santa Fe, nel Nuovo Messico, e nell'Iverson Ranch a Chatsworth, Los Angeles, (alcune scene interne furono girate al Motion Picture Center di Hollywood) da metà aprile a inizio giugno 1950 con un budget stimato in circa 635.000 dollari.
Alla produzione parteciparono nativi indiani delle tribù Navajo, Zuñi e Laguna. Il film fu girato su una nuova pellicola Anscot ma il processo di colore fu criticato; il New York Times affermò che i personaggi avevano assunto un colore rosso innaturale ("lobster-red", rossi come le aragoste).

## Distribuzione
Il film fu distribuito con il titolo New Mexico negli Stati Uniti dal 18 maggio 1951 (première a Alberquerque il 3 maggio 1951) dalla United Artists.
Altre distribuzioni:
- nelle Filippine il 12 agosto 1952
- nei Paesi Bassi il 15 agosto 1952
- in Finlandia il 22 agosto 1952 (Liekehtivä länsi)
- in Austria nell'ottobre del 1952 (Der Todesfelsen von Colorado)
- in Germania Ovest nell'ottobre del 1952 (Der Todesfelsen von Colorado)
- in Svezia il 13 ottobre 1952 (New Mexico)
- in Giappone il 12 febbraio 1953
- in Portogallo il 14 settembre 1954 (Carga Humana)
- in Brasile (Homens Verdadeiros)
- in Grecia (Neo Mexiko)
- in Italia (La roccia di fuoco)

## Promozione
La tagline è: "ARROW-STREAKED ADVENTURE! BULLET-SCARRED STORY!!! (original ad - all caps)".